# يرلان بايدوليت
يرلان بايدوليت ( الكازاخستانية : Ерлан Әлімжанұлы Байдәулет ؛ من مواليد 7 أغسطس 1970 ) هو ممول كازاخستاني.

## سيرة شخصية
ولد عام 1970 في منطقة ألماتي. تخرج من جامعة الفارابي الكازاخستانية الوطنية عام 1992 ، جامعة كيمب عام 1997. في عام 1993 دافع عن درجة الدكتوراه. أطروحة في الاقتصاد السياسي في المعهد الاقتصادي لأكاديمية كازاخستان للعلوم . برنامج الدراسات العليا MAPOW ، جامعة سانت غالن (1993-1994).
- 1993-1994 - إدارة بلدة تلغار ، مساعد الحاكم.
- 1994-2000 - وظائف استشارية / إدارية في شركات خاصة محلية.
- 2001-2005 - مجموعة البنك الإسلامي للتنمية ، الممثل الميداني في كازاخستان.
- 2005-2006 - رئيس مركز نقل التكنولوجيا والهندسة لشركة JSC الحكومية.
- 2006-2010 - البنك الأوروبي الآسيوي للتنمية ، رئيس مكتب تمثيلي في أستانا.
- 2010-2015 - رئيس جمعية تنمية التمويل الإسلامي.[1]
- 2010-2019 - مستشار (خارج الموظفين) لوزير الاستثمار والتنمية في كازاخستان ، [2][3] المدير التنفيذي للبنك الإسلامي للتنمية المسؤول عن 7 دول أعضاء في البنك الإسلامي للتنمية (2011-2014).[4]
- نوفمبر 2018 - أبريل 2019 - مجلس الخبراء من قبل مجلس الأمن الكازاخستاني ، كبير خبراء الأمن الغذائي.
- مايو 2019 - أغسطس 2019 - القائم بأعمال المدير العام للمنظمة الإسلامية للأمن الغذائي من قبل منظمة التعاون الإسلامي .
- سبتمبر 2019 – اكتوبر 2023 - مدير عام المنظمة الإسلامية للأمن الغذائي و التابعة لمنظمة التعاون الإسلامي و مقرها في مدينة نور سلطان - كازاخستان.[5][6][7]

## الروابط
- المدير العام